# 乌林答琳
乌林答琳（?—?），金朝驸马。本名留住，女真族。
乌林答琳娶郜国公主为妻，加驸马都尉。贞祐元年（1213年）为静难军节度使。西夏人进攻邠州，乌林答琳投降。当时延安府派遣通事张福孙至西夏国，西夏人让张福孙见乌林答琳，乌林答琳当时已经中风，公主令人让张福孙捎信，嘱托他恳请朝廷，希望早早太平得以还乡之意。张福孙都把这些信息捎到，金宣宗下诏赐给乌林答琳药物。

## 延伸阅读
[在维基数据编辑]
 《金史·卷120》，出自脱脱《遼史》